# Marguerite Duvillard-Chavannes
Marguerite Duvillard-Chavannes (* 26. März 1851 in Lausanne; † 8. Dezember 1925 ebenda; heimatberechtigt in Nyon, Tannay und Bogis-Bossey) war eine Schweizer Frauenrechtlerin aus dem Kanton Waadt.

## Leben
Marguerite Duvillard-Chavannes war eine Tochter von Alfred Chavannes, Arzt, und Charlotte Fabre. Im Jahr 1874 heiratete sie Jules Duvillard. Duvillard wuchs bei ihren Grosseltern in Lausanne auf. Im Jahr 1897 war sie Mitbegründerin und bis 1903 erste Präsidentin der Union des femmes de Lausanne. Sie war im Jahr 1900 an der Gründung des Bundes Schweizerischer Frauenvereine beteiligt. Sie strebte einen Klassen, Sprachen und Konfessionen übergreifenden Zusammenschluss der Schweizer Frauen an.